# Johannes von Müller
Johannes von Müller (Schaffhausen, Cantó de Schaffhausen, Suïssa, 3 de gener de 1752 - Kassel, 29 de maig de 1809) fou un historiador i bibliotecari suís.
Fou bibliotecari i conseller de diversos prínceps (Kassel, Mainz, Wien, Berlín). En els darrers anys de la seva vida va entrar al servei de Napoleó que el feu director d'educació i secretari d'estat del regne de Westfàlia. Fou un erudit, i també un diplomàtic i periodista polític a la cort de l'arquebisbe de Magúncia (1786–92) i a la cancelleria imperial de Viena (1793–98). La seva imatge idealista i patriòtica de l'antiga constitució suïssa va influir profundament en la visió europea de Suïssa del segle xix. La seva obra més important és Geschichten Schweizerischer Eidgenossenschaft (‘Històries de la Confederació Helvètica’, 1780-1808).